# 101 Pułk Strzelców Zmotoryzowanych
101 Pułk Strzelców Zmotoryzowanych (ros. 101-й мотострелковый полк) – pułk Armii Radzieckiej, sformowany w Wyborgu w regionie leningradzkim.
Pierwotnie stacjonował w Ýolöten w Turkmeńskiej SRR. Od 1979 wchodził w skład 5 Gwardyjskiej Dywizji Strzelców. Wziął udział w wojnie afgańskiej. 
Tuż przed rozformowaniem w 1989 stacjonował w Kuszce w Turkmeńskiej SRR.

## Wykonywanie zadań publicznych
- ochrona południowych granic Związku Radzieckiego, utrzymanie stabilności sytuacji wojskowo-politycznej w Azji Południowo-Środkowej;
- zapewnienie międzynarodowej pomocy dla Afgańczyków, wzmocnienie władzy państwowej w DRA, współpraca z afgańskimi siłami bezpieczeństwa;
- zapewnienie bezpieczeństwa kolumnom ładunku i okablowaniu zasobów dla potrzeb ludności afgańskiej.

## Niektóre operacje specjalne
- 4 lutego – 11 marca 1987 – operacja "Szkwał"
- 24 maja – 1 sierpnia 1987 – operacja "Południe" (prowincja Kandahar)